# Februar 2012
Portal Geschichte | Portal Biografien | Aktuelle Ereignisse | Jahreskalender | Tagesartikel

◄ |
20. Jahrhundert |
21. Jahrhundert

◄ |
1980er |
1990er |
2000er |
2010er
| 2020er | 2030er | 2040er

◄ |
2008 |
2009 |
2010 |
2011 |
2012
| 2013 | 2014 | 2015 | 2016 | ►

◄ |
November 2011 |
Dezember 2011 |
Januar 2012 |
Februar 2012 |
März 2012 |
April 2012 |
Mai 2012 |
►
Dieser Artikel behandelt tagesbezogene Nachrichten und Ereignisse im Februar 2012.

## Tagesgeschehen

### Mittwoch, 1. Februar 2012
- Brüssel/Belgien: Die Europäische Kommission verbietet die Börsenfusion der Deutschen Börse in Frankfurt am Main mit der New York Stock Exchange in New York City.[1]
- Ostheim/Deutschland: Die Bionade GmbH wird komplett an die Radeberger Gruppe verkauft.[2]
- Port Said/Ägypten: Bei gewalttätigen Auseinandersetzungen nach einem Erstliga-Spiel der Fußballvereine Al-Masry und Al-Ahly kommen mindestens 73 Menschen ums Leben und über 1000 weitere werden verletzt.[3]

### Donnerstag, 2. Februar 2012

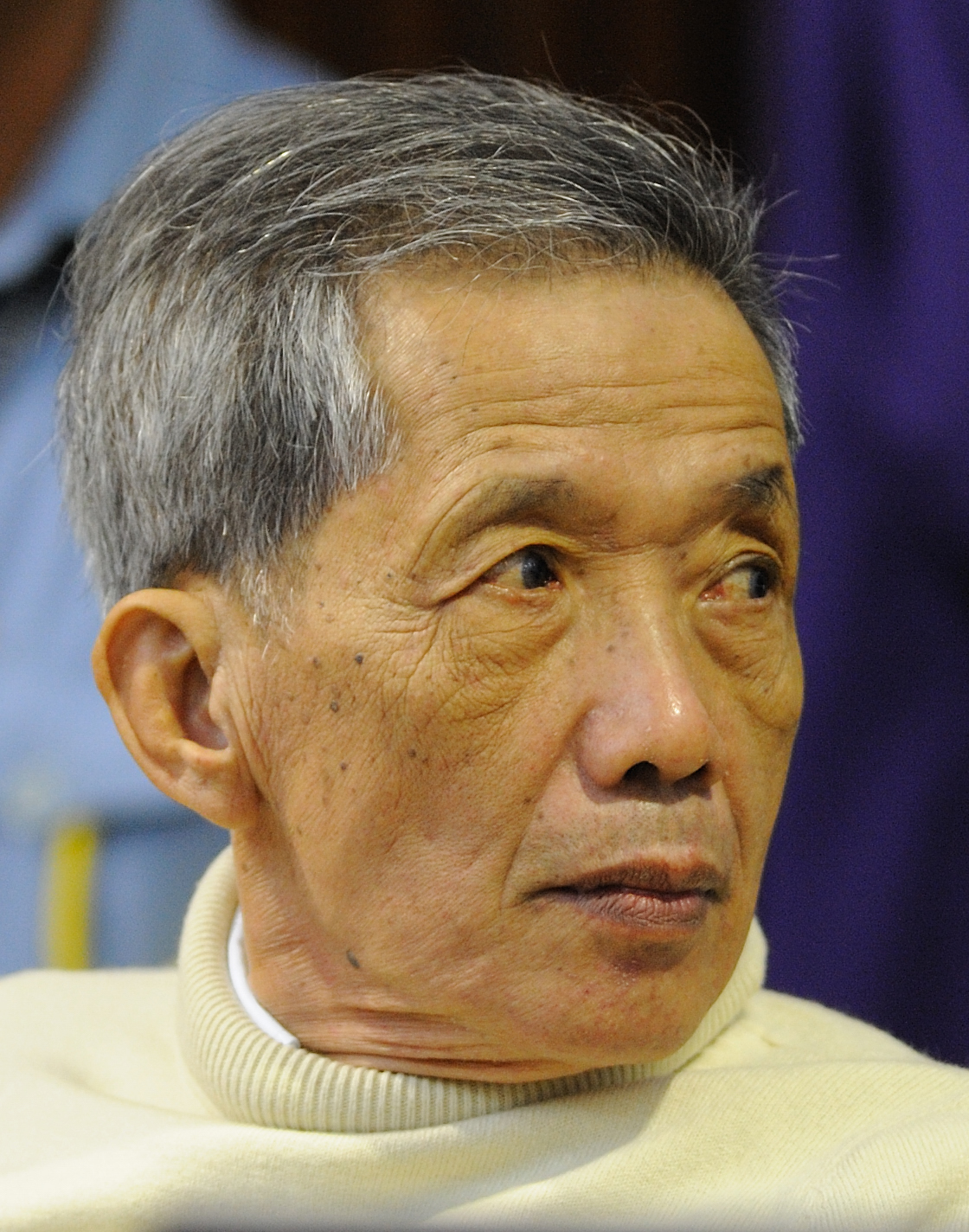
Kaing Guek Eav

- Athen/Griechenland: Die Regierung stellt 63.500 zu Unrecht gezahlte Renten ein.[4]
- Lae/Papua-Neuguinea: Die Fähre Rabaul Queen der Reederei Star Ships mit 350 Passagieren an Bord sinkt auf der Fahrt nach Kimbe auf der Insel Neubritannien.[5]
- Menlo Park / Vereinigte Staaten: Das Unternehmen Facebook Inc. (Heute: Meta Platforms) beantragt die Börsenzulassung.[6]
- Phnom Penh/Kambodscha: Der ehemalige Leiter des Folterzentrums Tuol Sleng der Roten Khmer, Kaing Guek Eav, wird in einem Berufungsprozess vor dem Rote-Khmer-Tribunal zu lebenslanger Haft verurteilt.[7]
- Washington, D.C. / Vereinigte Staaten: Die United States Army gibt die Schließung der Kasernen in Bamberg und Schweinfurt bis zum Jahr 2015 bekannt.[8]

### Freitag, 3. Februar 2012

Logo von Malev

- Budapest/Ungarn: Die Fluggesellschaft Malév stellt aufgrund der drohenden Pleite ihren Betrieb ein.[9]
- Den Haag/Niederlande: Aufgrund der Staatenimmunität entscheidet der Internationale Gerichtshof, dass Deutschland vor ausländischen Gerichten nicht zu individuellen Entschädigungszahlungen an NS-Kriegsopfer verurteilt werden kann. Damit scheitert die italienisch-griechische Klage gegen Deutschland auf Entschädigung deutscher Kriegsverbrechen in den Jahren 1943 bis 1945.[10][11]
- München/Deutschland: Beginn der dreitägigen Sicherheitskonferenz.[12]

### Samstag, 4. Februar 2012

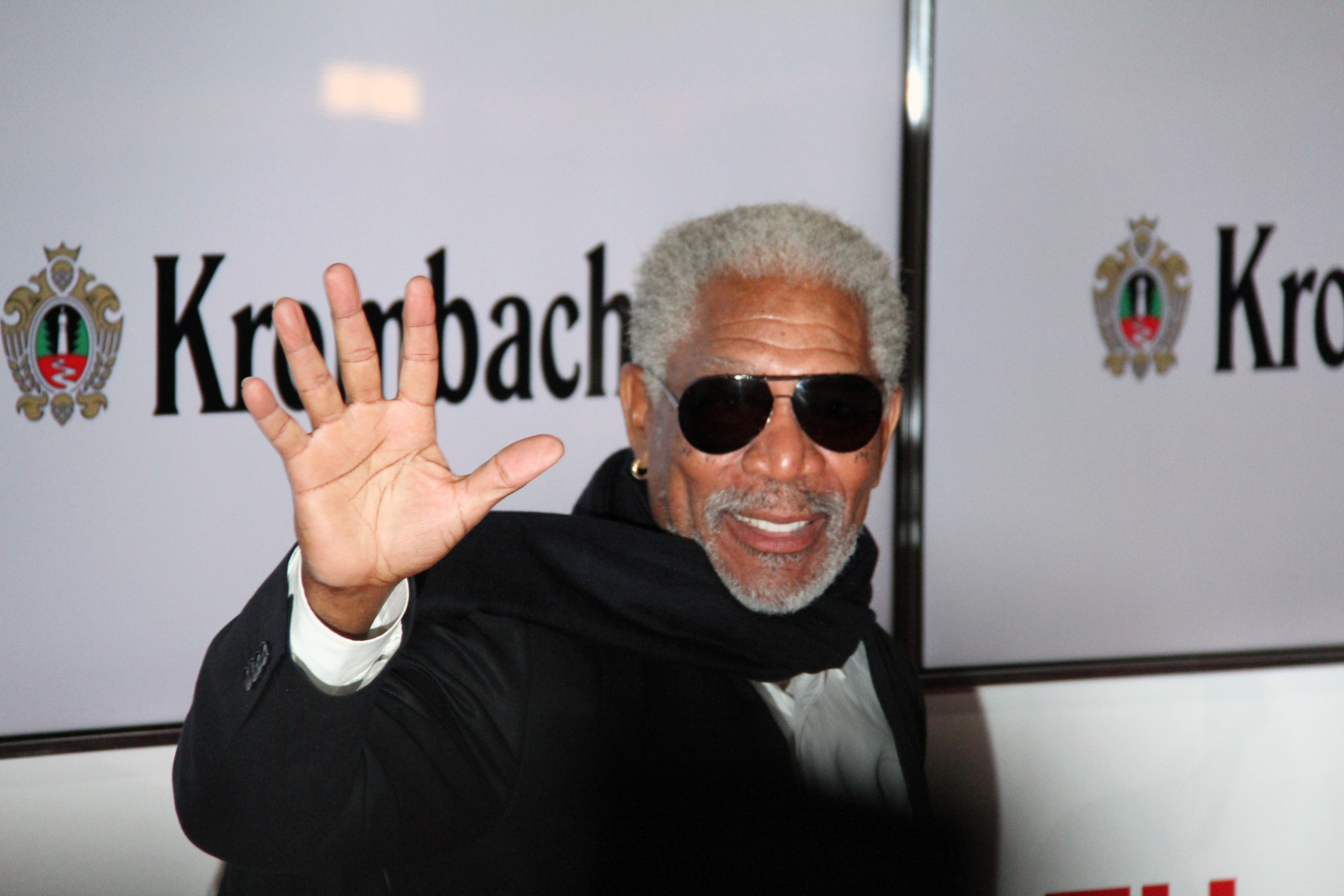
Morgan Freeman

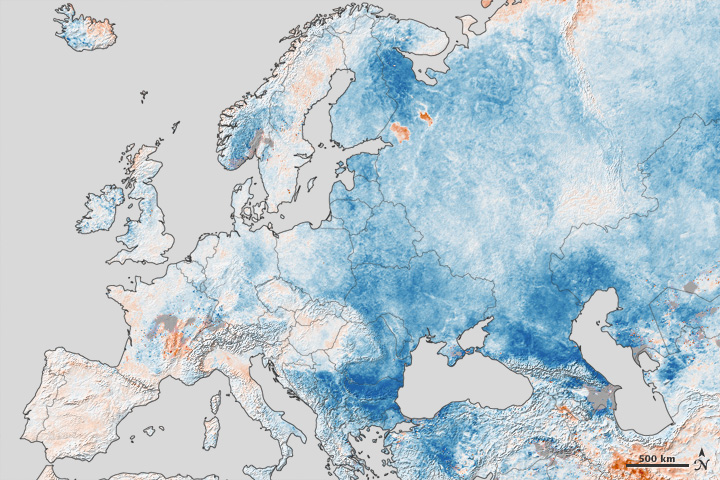
Temperaturanomalie Europa vom 29. Januar bis zum 4. Februar

- Berlin/Deutschland: Der Schauspieler Morgan Freeman wird für sein Lebenswerk mit der Goldenen Kamera ausgezeichnet.[13]
- Europa: Eine Kältewelle lässt über mehrere Wochen mindestens 250 Menschen erfrieren.[14]

### Sonntag, 5. Februar 2012

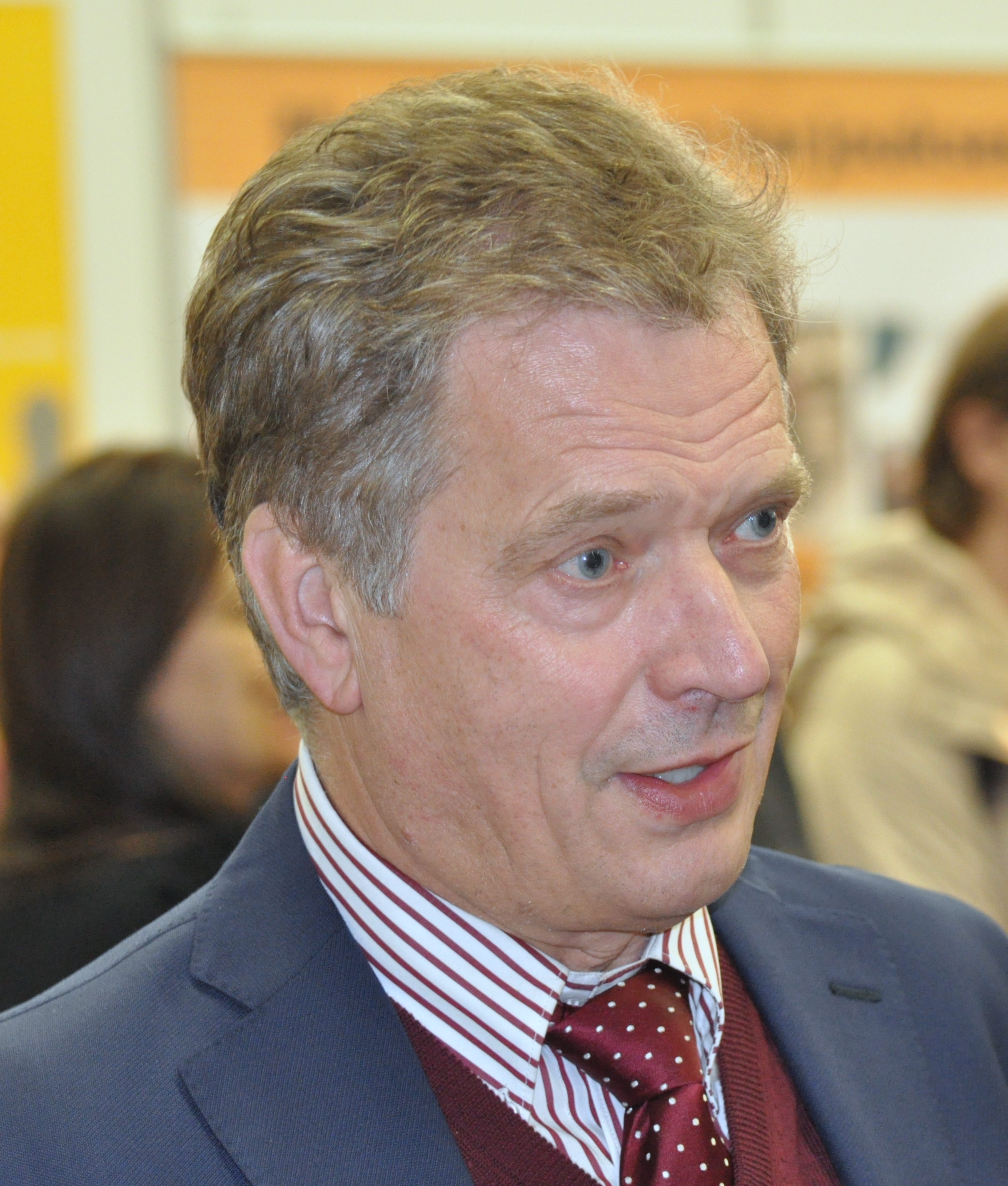
Sauli Niinistö

- Helsinki/Finnland: Der Konservative Sauli Niinistö gewinnt mit 66 % der abgegebenen Wählerstimmen die Stichwahl um das Präsidentschaftsamt gegen den Grünen Pekka Haavisto.[15]
- Indianapolis / Vereinigte Staaten: Die New York Giants gewinnen den Super Bowl XLVI mit 21:17 gegen die New England Patriots. Es ist ihr vierter Super-Bowl-Sieg und ihr 8. Meistertitel insgesamt.[16]

### Montag, 6. Februar 2012
- Bukarest/Rumänien: Ministerpräsident Emil Boc gibt nach anhaltenden Protesten gegen die Sparpolitik den Rücktritt seiner Regierung bekannt.[17]
- Lausanne/Schweiz: Der Internationale Sportgerichtshof sperrt den Spanier Alberto Contador wegen Dopings für zwei Jahre. Rückwirkend werden ihm der Sieg bei der Tour de France 2010 und beim Giro d’Italia 2011 aberkannt.[18]
- London / Vereinigtes Königreich: Das diamantene Thronjubiläum von Königin Elisabeth II. wird im Stillen begangen, eine größere Feier ist für den Sommer vorgesehen.

### Dienstag, 7. Februar 2012
- Malé/Malediven: Nach Protesten in der Bevölkerung und einer Meuterei der Polizei tritt Mohamed Nasheed als Staatspräsident zurück. Kommissarischer Nachfolger wird der bisherige Vizepräsident Mohammed Waheed Hassan.[19]
- Samaná/Dominikanische Republik: Bei einem Bootsunglück zwischen Hispaniola und Puerto Rico kommen mindestens 51 Menschen ums Leben.[20]

### Mittwoch, 8. Februar 2012
- Antarktika: Russische Wissenschaftler geben die erfolgreiche Anbohrung des eisbedeckten Wostoksees bekannt.[21]
- Prag / Tschechische Republik: Der Senat billigt eine Verfassungsänderung, nach der der Staatspräsident künftig direkt vom Volk gewählt werden wird. Der Nachfolger des bisherigen Präsidenten Václav Klaus muss bis Ende des Jahres gewählt werden.[22]

### Donnerstag, 9. Februar 2012
- Berlin/Deutschland: Die 62. Internationalen Filmfestspiele Berlin werden mit dem Historienfilm Leb wohl, meine Königin! des Regisseurs Benoît Jacquot eröffnet.[23]
- Bukarest/Rumänien: Der frühere Leiter des Auslandsgeheimdienstes, Mihai Răzvan Ungureanu, wird zum Ministerpräsidenten gewählt.[24]
- Lausanne/Schweiz: Der Internationale Sportgerichtshof spricht den früheren deutschen Profi-Radrennfahrer Jan Ullrich wegen Dopings schuldig. Rückwirkend werden ihm der dritte Platz bei der Tour de France 2005 und der Sieg bei der Tour de Suisse 2006 aberkannt.[25]

### Freitag, 10. Februar 2012
- Amsterdam/Niederlande: Ein Foto des spanischen Fotografen Samuel Aranda, das eine verschleierte Muslima und einen bei einer Demonstration im Jemen verletzten Verwandten zeigt, wird als Pressefoto des Jahres ausgezeichnet.[26]

### Sonntag, 12. Februar 2012

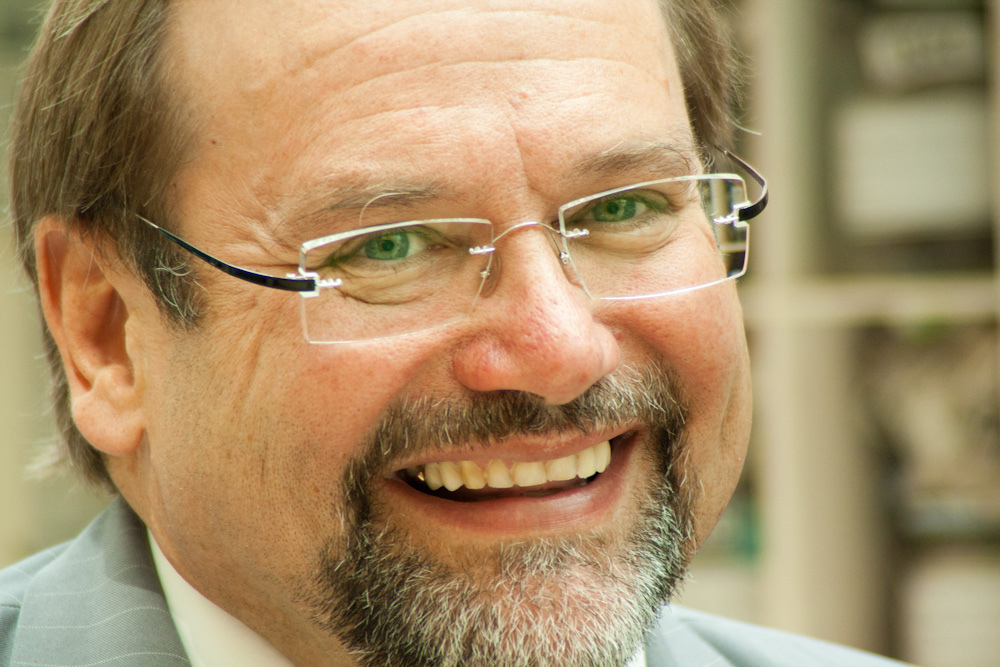
Adolf Sauerland

- Duisburg/Deutschland: Der in Zusammenhang mit dem Loveparade-Unglück in die Kritik geratene Oberbürgermeister, Adolf Sauerland, wird in einem Bürgerbegehren abgewählt.[27]
- Libreville/Gabun: Sambia gewinnt im Finale der Fußball-Afrikameisterschaft mit 8:7 im Elfmeterschießen gegen die Elfenbeinküste und sichert sich damit den ersten Titel.[28]
- London / Vereinigtes Königreich: Vergabe der British Academy Film Awards.[29]
- Los Angeles / Vereinigte Staaten: Bei der 54. Verleihung der Grammy Awards schneidet die britische Sängerin Adele mit sechs gewonnenen Preisen am erfolgreichsten ab.[30]

### Montag, 13. Februar 2012

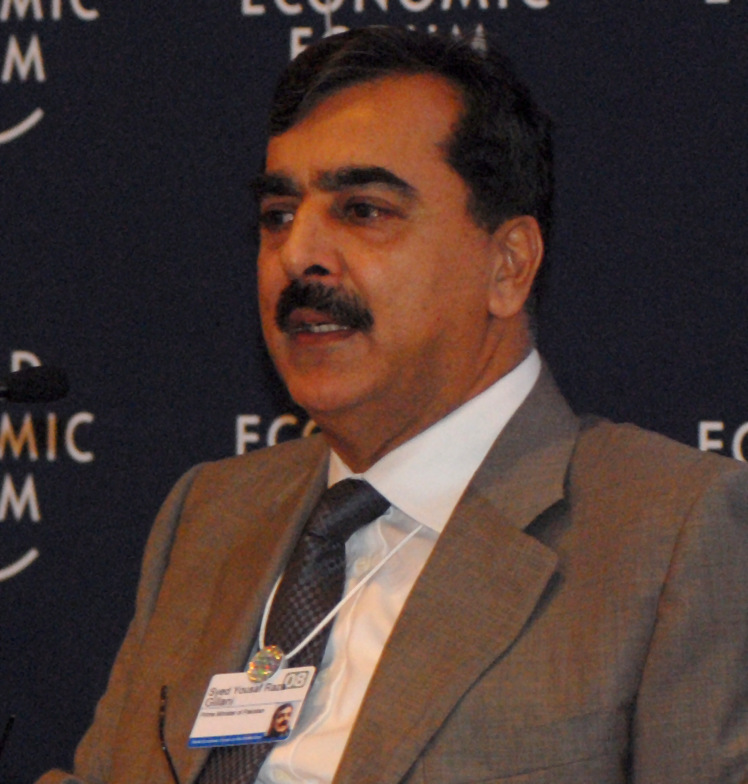
Yousaf Raza Gilani (2008)

- Islamabad/Pakistan: In Zusammenhang mit einem Geldwäscheverfahren gegen den Staatspräsidenten Asif Ali Zardari erhebt das Verfassungsgericht Anklage gegen Premierminister Yousaf Raza Gilani.[31]
- Kourou/Französisch-Guayana: Die europäische Trägerrakete Vega startet erfolgreich zu ihrem Erstflug.[32]

### Donnerstag, 16. Februar 2012
- Ciudad de Comayagua/Honduras: Bei einem Feuer in einem Gefängnis kommen mindestens 377 Menschen ums Leben.[33]
- Luxemburg/Luxemburg: Der Europäische Gerichtshof entscheidet, dass die Betreiber von sozialen Netzwerken nicht dazu verpflichtet werden können, die Daten ihrer Nutzer durch Filter nach Urheberrechtsverletzungen zu durchsuchen.[34]

### Freitag, 17. Februar 2012

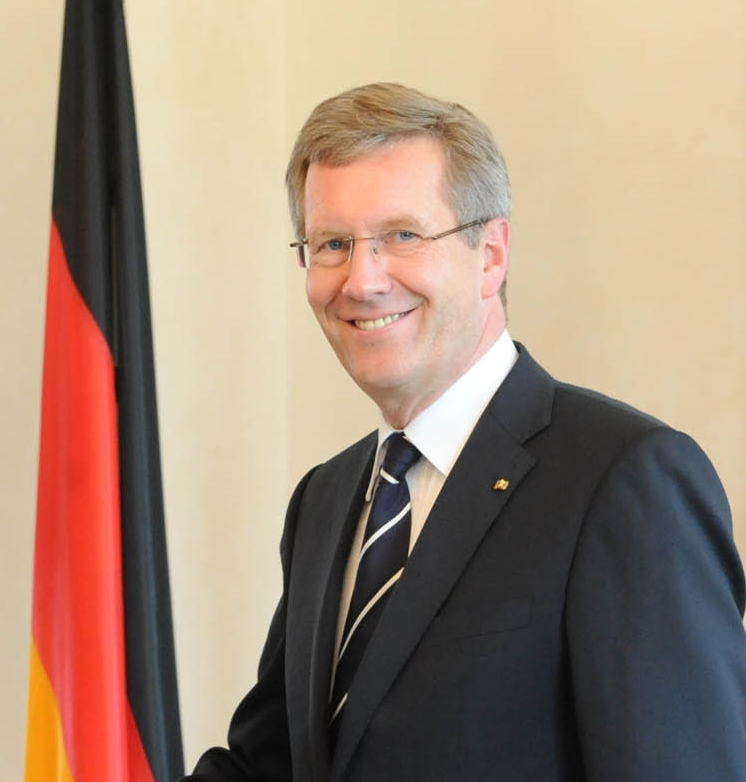
Christian Wulff

- Berlin/Deutschland: Bundespräsident Christian Wulff tritt nach anhaltender Kritik und Korruptionsvorwürfen zurück. Bundesratspräsident Horst Seehofer übernimmt vorübergehend die Amtsgeschäfte.[35]
- Olympia/Griechenland: Bei einem Einbruch in das Archäologische Museum Olympia wird eine Reihe von antiken Artefakten gestohlen.[36]

### Samstag, 18. Februar 2012
- Berlin/Deutschland: Der Spielfilm Cäsar muss sterben des italienischen Brüderpaares Paolo und Vittorio Taviani wird mit dem Goldenen Bären der 62. Internationalen Filmfestspiele ausgezeichnet.[37]
- München/Deutschland: In der Olympiahalle verteidigt Vitali Klitschko seinen Titel als Boxweltmeister im Schwergewicht nach WBC gegen Dereck Chisora in 12 Runden klar nach Punkten.[38]
- Vatikanstadt: Papst Benedikt XVI. ernennt in einer feierlichen Zeremonie 22 neue Kardinäle, darunter den Berliner Erzbischof Rainer Maria Woelki und den deutschen Jesuitenpater Karl Josef Becker.[39]

### Dienstag, 21. Februar 2012
- Sanaa/Jemen: Bei den Präsidentschaftswahlen gewinnt der einzige Kandidat Abed Rabbo Mansur Hadi mit 99,8 % der Wählerstimmen.[40]
- Wien/Österreich: In der Nachfolge Ariel Muzicants wird Oskar Deutsch zum Präsidenten der Israelitischen Kultusgemeinde gewählt.[41]

### Mittwoch, 22. Februar 2012
- Afghanistan: Nach Koran-Verbrennungen durch Angehörige der US-Armee kommt es landesweit zu Unruhen.[42]
- Buenos Aires/Argentinien: Bei einem Zugunglück kommen mindestens 50 Menschen ums Leben und mehr als 600 weitere werden verletzt.[43]

### Freitag, 24. Februar 2012
- Berlin/Deutschland: Der zweifache Formel-1-Weltmeister Sebastian Vettel erhält mit dem Silbernen Lorbeerblatt die landesweit höchste Ehrung für sportliche Leistungen.[44]

### Samstag, 25. Februar 2012
- Sanaa/Jemen: Nach dem Rücktritt Ali Abdullah Salihs aufgrund anhaltender Massenproteste wird der frühere Vizepräsident Abed Rabbo Mansur Hadi als Staatspräsident vereidigt.[45]

### Sonntag, 26. Februar 2012

The Artist

- Dakar/Senegal: Bei der Präsidentschaftswahl erhält Amtsinhaber Abdoulaye Wade (Demokraten) 34,81 % der abgegebenen Wählerstimmen, Macky Sall von der Alliance pour la République liegt mit 26,58 % auf Platz zwei. Die beiden treffen am 25. März in einer Stichwahl aufeinander.[46]
- Damaskus/Syrien: Bei einem Verfassungsreferendum stimmen 89,4 % der Wähler für eine neue Verfassung, die unter anderem ein Mehrparteiensystem etablieren soll.[47]
- Lake Placid / Vereinigte Staaten: Ende der 58. Bob-Weltmeisterschaften
- Los Angeles / Vereinigte Staaten: Die Stummfilm-Hommage The Artist des französischen Regisseurs Michel Hazanavicius wird mit dem Oscar als „Bester Film“ ausgezeichnet.[48]
- Vikersund/Norwegen: Der slowenische Skispringer Robert Kranjec gewinnt zum ersten Mal die Skiflug-Weltmeisterschaft, während im Teamwettbewerb Österreich erfolgreich ist.[49][50]

### Montag, 27. Februar 2012
- Los Angeles / Vereinigte Staaten: Mit Wang Shu erhält erstmals ein Chinese die renommierte Architekturauszeichnung Pritzker-Preis.[51]
- Stade/Deutschland: Das Landgericht verurteilt den sogenannten „Maskenmann“ zu lebenslanger Haft und anschließender Sicherungsverwahrung. Ihm werden mehr als 40 Sexualdelikte an Kindern zugeschrieben.[52]

### Dienstag, 28. Februar 2012
- Paris/Frankreich: Der Verfassungsrat stoppt ein Gesetz, das die Leugnung des Völkermordes an den Armeniern unter Strafe stellen soll. Ein solches Gesetz verstoße gegen die Meinungsfreiheit.[53]

### Mittwoch, 29. Februar 2012

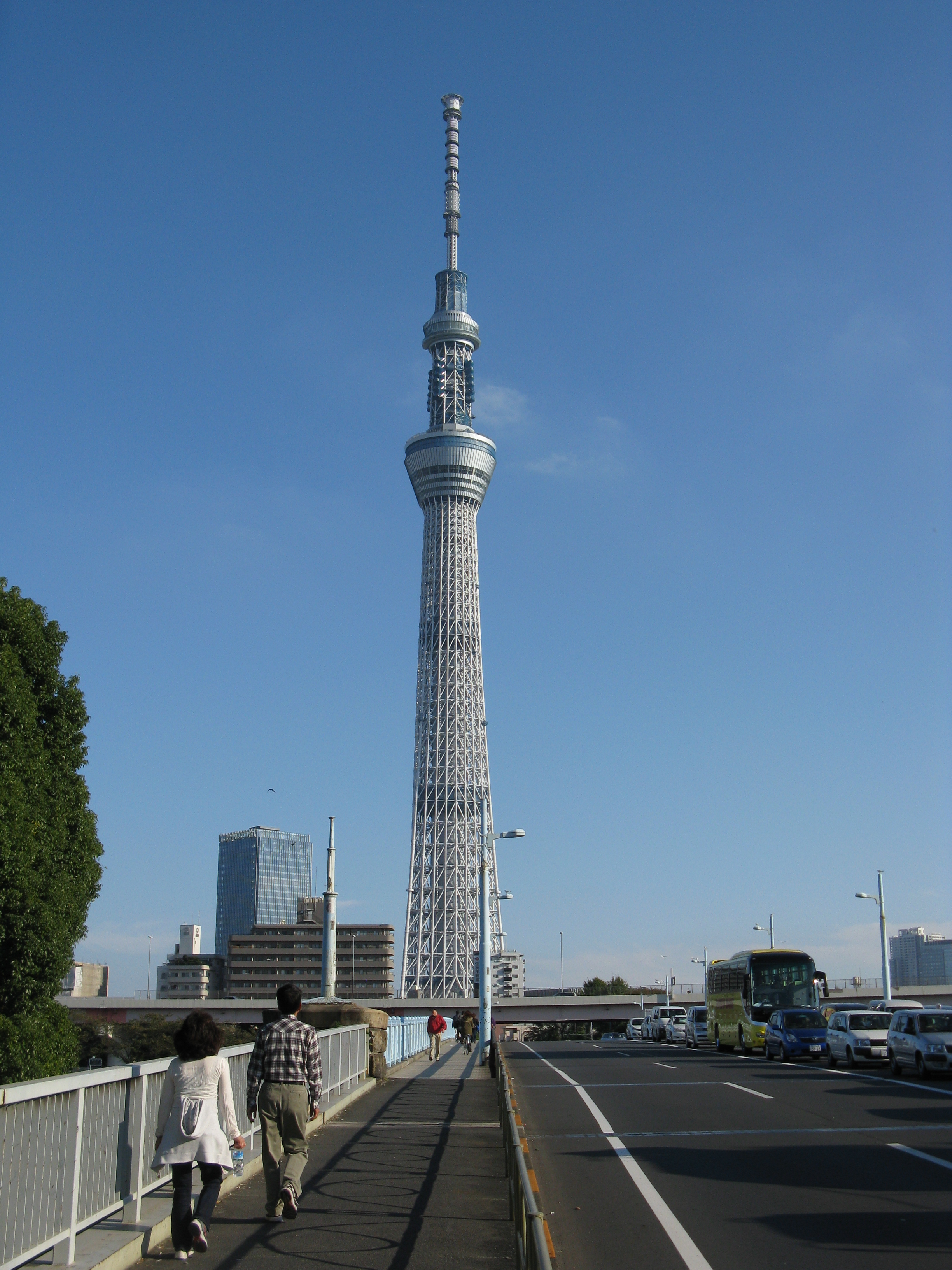
Tokyo Sky Tree

- Tokio/Japan: Der Tokyo Sky Tree, der weltweit höchste Fernsehturm und nach dem Burj Khalifa das zweithöchste freistehende Bauwerk der Erde, wird fertiggestellt.[54]